# Hemelumer Oldeferd
Hemelumer Oldeferd (Fries: Himmelumer Aldefurd) is een voormalige gemeente in het zuidwesten van de provincie Friesland (Nederland) en heeft bestaan tot 1984. Hemelumer Oldeferd was gelegen aan het IJsselmeer.
Na de Friese herindeling van 1984 is Hemelumer Oldeferd opgesplitst in twee delen. Een groot deel is samen met de stadjes Workum, Hindeloopen en Stavoren opgegaan in de nieuwe gemeente Nijefurd. Een klein deel in het oosten met de dorpen Elahuizen (deels voorheen Nijega), Kolderwolde en Oudega is samen met de gemeenten Gaasterland en Sloten opgegaan in de nieuwe gemeente Gaasterland-Sloten.

## Naam
Tot 1956 heette de gemeente Hemelumer Oldephaert en Noordwolde (H.O.N.). De naam van de gemeente is afgeleid van de oude hoofdplaats Hemelum; Oldeferd is het oude rechtsgebied: ferd (vrede); Noordwolde is het gebied in het zuidoosten van de gemeente waarin de dorpen Kolderwolde, Oudega en Elahuizen liggen. In 1955 besloot de gemeenteraad de naam te wijzigen naar Hemelumer Oldeferd. Deze naamswijziging had twee redenen. Ten eerste is de naam Oldeferd taalkundig correcter dan Oldephaert. Oldephaert deed ten onrechte denken aan oude vaart. Ten tweede was de oude naam erg lang en gaf de aanduiding Noordwolde verwarring met het dorp Noordwolde in de gemeente Weststellingwerf.

## Plaatsen
De gemeente Hemelumer Oldeferd bevatte in 1983 zeven dorpen. De hoofdplaats was Koudum. De Nederlandse namen waren de officiële, met uitzondering van It Heidenskip. De plaatsnaamborden in de gemeente waren eentalig Fries.
Aantal inwoners per woonkern op 1 januari 1983:
| Nederlandse naam   | Friese naam   | Inwoners |
| ------------------ | ------------- | -------- |
| Koudum             | Koudum        | 2579     |
| Warns              | Warns         | 788      |
| Hemelum            | Himmelum      | 541      |
| Molkwerum          | Molkwar       | 316      |
| Elahuizen          | Ealahuzen     | 287      |
| Oudega             | Aldegea       | 247      |
| Heidenschap (ged.) | It Heidenskip | 96       |
| Kolderwolde        | Kolderwâlde   | 78       |

Bron: Provincie Friesland
Tot 1967 maakte ook Nijega (H.O.N.) deel uit van de gemeente, waarna dit dorp opging in Elahuizen. Een aantal buurtschappen in de gemeente waren: Bovenburen, Galamadammen, Laaxum, Scharl en Trophorne.

## Aangrenzende gemeenten
| Aangrenzende gemeenten | Aangrenzende gemeenten | Aangrenzende gemeenten | Aangrenzende gemeenten | Aangrenzende gemeenten |
| ---------------------- | ---------------------- | ---------------------- | ---------------------- | ---------------------- |
| Hindeloopen            |                        | Workum                 |                        | Wymbritseradeel        |
|                        |                        |                        |                        |                        |
| Stavoren               | Gaasterland            |                        |                        |                        |
|                        |                        |                        |                        |                        |
|                        |                        |                        |                        |                        |

Achtkarspelen · Ameland · Baarderadeel · Barradeel · Bolsward · Dantumadeel · Dokkum · Doniawerstal · Ferwerderadeel · Franeker · Franekeradeel · Gaasterland · Haskerland · Harlingen · Heerenveen · Hemelumer Oldeferd · Hennaarderadeel · Hindeloopen · Het Bildt · Idaarderadeel · IJlst · Kollumerland en Nieuwkruisland · Leeuwarden · Leeuwarderadeel · Lemsterland · Menaldumadeel · Oostdongeradeel · Opsterland · Rauwerderhem · Sloten · Smallingerland · Stavoren · Ooststellingwerf · Weststellingwerf · Schiermonnikoog · Sneek · Terschelling · Tietjerksteradeel · Utingeradeel · Vlieland · Westdongeradeel · Wonseradeel · Workum · Wymbritseradeel
Steden en dorpen · Voormalige gemeenten     Nederland · Provincies · Gemeenten
Aengwirden (1934) · Almenum (1816) · Baarderadeel (1984) · Barradeel (1984) · het Bildt (2018) · Bolsward (2011) · Boornsterhem (2014) · Dokkum (1984) · Dongeradeel (2019) · Doniawerstal (1984) · Ferwerderadeel (2019) · Franeker (1984) · Franekeradeel (1984) · Franekeradeel (2018) · Gaasterland (1984) · Gaasterland-Sloten (2014) · Haskerland (1984) · Hemelumer Oldeferd (1984) · Hennaarderadeel (1984) ·  Hindeloopen (1984) · Idaarderadeel (1984) · IJlst (1984) · Kollumerland en Nieuwkruisland (2019) · Lemsterland (2014) · Leeuwarderadeel (2018) · Littenseradeel (2018) · Menaldumadeel (2018) · Nijefurd (2011) · Oostdongeradeel (1984) · Rauwerderhem (1984) · Schoterland (1934) · Skarsterlân (2014) · Sloten (1984) · Sneek (2011) · Stavoren (1984) · Tjum (1816) · Utingeradeel (1984) · Westdongeradeel (1984) · Wonseradeel (2011) · Workum (1984) · Wymbritseradeel (1984) · Wymbritseradeel (2010)

Grietenij · Kwartieren van Friesland